# Terramyces subangulosum
Terramyces subangulosum är en svampart som först beskrevs av Alexander Karl Heinrich Braun, och fick sitt nu gällande namn av Letcher 2006. Terramyces subangulosum ingår i släktet Terramyces och familjen Terramycetaceae.   Inga underarter finns listade i Catalogue of Life.